# Referèndum de guerra
Un referèndum de guerra és una classe de referèndum en el qual els habitants d'un país votarien a favor o en contra de l'ingrés a un conflicte bèl·lic. Mai se n'ha fet cap.
Els primers a formular aquesta idea van ser el marquès francès Nicolas de Condorcet el 1793 i el filòsof alemany Immanuel Kant el 1795.
Poc abans de la Segona Guerra Mundial, va ser fortament debatuda als Estats Units la introducció obligatòria d'aquesta mena de referèndum abans de l'ingrés en qualsevol guerra. De fet, motivat per la participació dels Estats Units a la Primera Guerra Mundial, el polític Louis Ludlow va proposar això en forma d'esmena constitucional de la Constitució dels Estats Units diverses vegades a partir del 1935 sota el nom d'esmena de Ludlow. Amb tot, la proposta no va ser tinguda en compte per la Cambra de Representants dels Estats Units fins al 1938 amb l'auge del nazisme. Aleshores va ser rebutjada per 209 vots contraris i 188 favorables. Fins i tot si hagués estat aprovada per la Cambra, sembla improbable que el Senat dels Estats Units hagués permès que prosperés.
El 2003, a Catalunya es va convocar una consulta popular en contra de la Guerra de l'Iraq amb èmfasi en la participació d'Espanya en el conflicte. També demanava la dimissió del Govern de José María Aznar. Es van recollir més de 100.000 vots entre Barcelona, l'Hospitalet de Llobregat, Girona, Lleida i la Seu d'Urgell. A més, s'hi van adherir municipis a escala estatal, com ara Madrid i d'altres pertanyents a la Regió de Múrcia, el País Basc, el País Valencià, Galícia, Castella - la Manxa, les Illes Balears, Andalusia, l'Aragó, Astúries, Castella i Lleó i les Illes Canàries.